# Eulalia milsumi
Eulalia milsumi är en gräsart som beskrevs av Henry Nicholas Ridley. Eulalia milsumi ingår i släktet Eulalia och familjen gräs. Inga underarter finns listade i Catalogue of Life.